# Xã Flom, Quận Norman, Minnesota
Xã Flom (tiếng Anh: Flom Township) là một xã thuộc quận Norman, tiểu bang Minnesota, Hoa Kỳ. Năm 2010, dân số của xã này là 218 người.